# Véronique Brouquier
Véronique Brouquier (28 maggio 1957) è un'ex schermitrice francese, vincitrice di una medaglia d'oro ed una di bronzo nella scherma ai giochi olimpici.